# Narnia
Pour les articles homonymes, voir Narnia (homonymie).
Cet article concerne le monde imaginaire de Narnia. Pour l'œuvre littéraire, voir Le Monde de Narnia.
 (janvier 2010).
Si vous disposez d'ouvrages ou d'articles de référence ou si vous connaissez des sites web de qualité traitant du thème abordé ici, merci de compléter l'article en donnant les références utiles à sa vérifiabilité et en les liant à la section « Notes et références ».
 (juillet 2020).
- Si vous ne connaissez pas le sujet, laissez ce bandeau (vous pouvez alors contacter les auteurs).
- Si vous supprimez le contenu mis en cause (vous pouvez préalablement contacter les auteurs),

argumentez précisément cette suppression dans la page de discussion
(un manque de référence n'est pas un argument ; une recherche réelle de référence doit avoir été effectuée, être formellement documentée).
Narnia est un monde imaginaire créé par l'auteur irlandais Clive Staples Lewis dans lequel se déroule une série de sept romans de fantasy : Le Monde de Narnia.
Dans l'univers de Narnia, les animaux parlent, les bêtes mythiques abondent et la magie est courante. La série suit l'histoire de Narnia, depuis sa création jusqu'à sa fin, et plus particulièrement les visites de groupes d'enfants de « notre » monde.
Le monde de Narnia se bâtit au fil des sept livres (complétés par les films de la BBC ainsi que ceux de Walt Disney Pictures). 
Tout comme Tolkien, Lewis utilise les créatures mythiques classiques et les réorganise afin de construire Narnia. Alors que Tolkien ne prend que quelques mythes et créatures qu'il restructure, Lewis prend tout et le laisse en vrac. Néanmoins, certains éléments purement « narniesques » subsistent. Les livres de Lewis sont plus clairement orientés vers les enfants que ceux de Tolkien, et les personnages-vedettes sont des enfants ; les adultes sont souvent montrés comme des êtres dubitatifs, incapables de croire en la magie, et trop terre-à-terre. C'est d'ailleurs l'un des principaux reproches adressés au personnage de Susan à la fin du dernier livre. Les adultes présentés sous un jour positif sont assez rares dans le récit, à l’exception du professeur Kirke qui ne remet pas du tout en cause l’existence de Narnia.

## Histoire
Au commencement, le monde de Narnia fut créé par le lion Aslan, qui, en chantant, créa des arbres, des collines, des fleuves et toutes les autres choses essentielles à un monde. Il ajoute cependant à certains animaux le don de pouvoir parler. Au commencement, son peuple n'est constitué que d'animaux. Mais Digory Kirke, le héros du premier livre, ramène deux humains (Frank, un caléchier de notre monde, et sa femme Helen, dite Nellie). Ils deviennent les premiers souverains de Narnia. Tous les humains présents dans ce monde descendent d'eux, et des nymphes déjà existantes. Ils vécurent dans le palais de Cair Paravel, qui devient le palais royal pendant des générations.
Mais Narnia est conquis par la sorcière blanche nommée Jadis, descendante de djinns et de géants, et règne pendant cent ans. Elle est originaire du monde mourant de Charn, un monde sans vie dont elle est la dernière souveraine, et arrive dans notre monde grâce à Digory. Elle le suivit jusqu'à Narnia où elle mange une pomme magique. Le fait de manger cette pomme la rend immortelle et elle s'enfuit vers le nord, où elle reste cachée des siècles, avant de revenir accompagnée d'une armée de créatures maléfiques. Seuls les royaumes d'Archenland, au sud de Narnia, et Calormen, au sud d'Archenland, peuvent échapper à l'invasion. Beaucoup de créatures parlantes et autres espèces se rangent du côté de la sorcière blanche, car il leur semble qu'aucune échappatoire n'est possible.
Mais cent ans plus tard, une jeune fille, Lucy Pevensie, arrivée de notre monde, rencontre un faune du nom de M. Tumnus. Elle se rend compte que ce monde va mal, mais de retour dans son monde, ses frères Peter et Edmund ainsi que sa sœur Susan ne la croient pas… Jusqu'à ce qu'Edmund, lui aussi, arrive dans Narnia, par le même moyen que sa sœur : en traversant une armoire magique. La reine Jadis réussit à le corrompre, et l'incite à ramener ses frères et sœurs car une antique prophétie déclare qu'« au bout de cent ans de règne de la sorcière, deux fils d'Adam et deux filles d'Ève sauveraient Narnia ». Après s'être alliés à Aslan, les quatre enfants tuent la sorcière. Ils règnent à quatre sur Narnia, Peter en roi suprême. Leur règne marque une incroyable période de prospérité, l'âge d'or de Narnia. Mais un jour, mystérieusement, en partant à la chasse, ils disparaissent et rentrent chez eux. 
Après eux, la lignée du caléchier monte sur le trône, mais au bout de quelques générations c'est un désastre : des calormènes les attaquent à la frontière d'Archenland, les géants du nord se font de plus en plus belliqueux, et les Telmarins, un peuple venu de l'ouest, finit par les envahir. Les Telmarins traquent les créatures et animaux magiques. Les survivants se réfugient dans les bois à l'est de Narnia, lieu craint des humains. L'histoire est modifiée par les nouveaux rois, occultant toute la civilisation prospère d'avant l'invasion, faisant passer Narnia pour une terre hostile que les colons Telmarins auraient débarrassés des féroces animaux sauvages qui y vivaient. Mais quatre générations après l'invasion telmarine naît un prince, le prince Caspian, dixième du nom : il souhaite faire renaître l'âge d'or des animaux parlants et d'Aslan. Un soir, en fuguant, il découvre que toutes les créatures magiques dont lui avait parlé en secret son précepteur (qui était nain du côté de sa mère) sont réelles. Il entreprend une guerre contre son oncle, le roi Miraz, qui s'est autoproclamé roi après avoir assassiné le père de Caspian. Mais sans aide magique, la victoire est impossible. À l'aide d'artefacts qui ont appartenu aux quatre rois légendaires, il fait revenir ces derniers pour sauver Narnia. Guidés par le nain Trompillon, les quatre rois et reines redevenus enfants, sauvent Narnia. Caspian règne tel ses héros, et fait reconstruire le palais de Cair Paravel, qui avait été abandonné. Plus tard, on le surnomme Caspian le Navigateur, car à l'aide de Lucy, d'Edmund et de leur cousin Eustache Scrubb (très difficile à vivre et qui s'adoucit au cours du voyage), il voyage jusqu'aux îles lointaines de l'est.
Mais le problème de succession de Caspian X se trouve ambigu : son fils Rilian est enlevé par la sorcière qui a tué sa mère. Dix années narniennes après sa disparition, Aslan appelle Eustache Scrubb et une fille de sa classe, Jill Pole, pour qu'ils retrouvent le prince en suivant des signes majeurs. Ils rencontrent en chemin Puddlegumm, un touille marais (croisement entre un humain et une grenouille) qui les aide tout au long de la quête. Ils savent que le prince se trouve dans les terres dévastées du nord, au pays des géants. Après un bref passage à Harfang, le manoir des « bons géants », qui tentent de les dévorer, ils trouvent le manoir souterrain de la sorcière, celle qui avait enlevé le prince et l'avait emprisonné dans le Monde-Souterrain. Le prince n'a pas conscience de sa condition ; tous les soirs, la sorcière l'attache à un trône d'argent, qui brouille son esprit pour la journée à venir ; mais pendant cet intervalle de temps, son esprit redevient clair. Il réussit à convaincre Eustache, Jill et Puddlegumm de le détacher, puis ils tuent la sorcière, et remontent à la surface pour qu'il retrouve la liberté. Mais, de retour au palais de Cair Paravel, ils font une terrible découverte : le roi Caspian, de retour du voyage en mer entrepris pour tenter de rencontrer Aslan, est mourant. Le père et le fils peuvent cependant se retrouver quelques instants après la mort du roi grâce à une intervention magique d'Aslan.
Quelques décennies plus tard, près de la cascade du chaudron, vit un singe, nommé Shift avec pour valet un âne nommé Puzzle. Shift est tellement vieux qu'il a vu l'invasion telmarine, mais les années ne semblent avoir eu aucun impact sur lui. Très malin, il déguise Puzzle en lion pour le faire passer pour Aslan, absent de Narnia depuis très longtemps. Son but est de gouverner Narnia. Le projet réussit car beaucoup de monde obéit au singe, le prenant pour le messager de celui qu'ils croyaient être le roi. Mais le véritable Aslan appelle Eustache et Jill pour rétablir la vérité. Ils réunissent toutes les créatures qui ne croient pas en Shift et tentent de le renverser. Ils sont vaincus par les Calormènes qui ont rejoint la bataille aux côtés du singe, puis sont sauvés par Aslan.
Cependant, l'heure de la fin du monde a sonné et tous les « Amis de Narnia » : Digory Kirke, Polly Plumer, Peter, Lucy et Edmund Pevensie, Eustache Scrubb et Jill Pole rejoignent un monde semblable à Narnia mais en beaucoup plus beau, un monde où aucun malheur n'a jamais eu lieu. Ils y retrouvent tous les habitants de Narnia (quelle que soit leur époque) qui sont restés fidèles à Aslan. Ceux qui ont renoncé à croire en Aslan se rendent dans un endroit inconnu.

### Rapport de temps
Créé par Aslan, le monde de Narnia est un monde parallèle au nôtre, mais il ne contient pas les mêmes créatures et n'évolue pas pareillement. Le temps ne s'écoule également pas à la même vitesse dans le monde de Narnia que dans notre monde.
Quand Lucy entre pour la première fois dans Narnia, elle y passe des heures, alors que sur Terre, quand elle revient, il ne s'est écoulé aucune seconde. Par contre, plusieurs jours passent entre la deuxième et la troisième période, ce qui semble correspondre à peu près au temps écoulé à Narnia. On peut constater des occurrences similaires dans les autres livres, et en conclure que les parallèles temporels entre notre monde et Narnia ne sont donc pas linéaires.
| Livre | Titre                                             | Année de notre monde | Année de Narnia |
| ----- | ------------------------------------------------- | -------------------- | --------------- |
| 1     | Le Neveu du magicien                              | 1900                 | 1               |
| 2     | Le Lion, la Sorcière blanche et l'Armoire magique | 1940                 | 1000            |
| 3     | Le Cheval et son écuyer                           | 1940                 | 1014            |
| 4     | Le Prince Caspian                                 | 1941                 | 2303            |
| 5     | L'Odyssée du Passeur d'Aurore                     | 1942                 | 2306            |
| 6     | Le Fauteuil d'argent                              | 1942                 | 2356            |
| 7     | La Dernière Bataille                              | 1949                 | 2556            |

### Points marquants
- Alors qu'Aslan crée Narnia, Digory Kirke rentre dans le monde accompagné malgré lui de la sorcière blanche Jadis. Cette dernière conquiert alors Narnia, et ne sera déchue que par l'arrivée des quatre Pevensie.
- Digory Kirke sauve sa mère grâce à une pomme cueillie à Narnia, le trognon fait pousser un arbre dans son jardin en Angleterre à son retour, dont le bois servira à faire une armoire, qui deviendra un lien vers Narnia, au niveau de la lande du Réverbère.
- Les enfants Pevensie arrivent dans Narnia grâce à l'armoire magique du professeur Digory Kirke, chez qui ils logent pendant la Seconde Guerre mondiale. Leur arrivée signifie la fin du règne de Jadis, ce qui se manifeste par l'arrivée du printemps.
- Après le règne des Pevensie, les Telmarins envahissent Narnia et s'en autoproclament rois. Le pays s'assombrit, les animaux ne parlent plus, les arbres se renferment sur eux-mêmes et ne bougent plus, jusqu'à la seconde arrivée des Pevensie et le règne de Caspian X.
- Caspian part à la recherche de sept seigneurs qui avaient été chassés par son oncle dans les îles de l'océan de l'Est. Par la même occasion, il entreprend la quête du pays d'Aslan, au-delà de cet océan. Les Pevensie l'aident encore une fois, avec leur cousin Eustache, qui, comme Edmund, connaît la rédemption (mais via une transformation en dragon, puis une rencontre avec Aslan).
- Caspian est vieux. Il n'a pas de descendance à part son fils disparu à la suite de la mort de sa femme. Eustache Scrubb, cousin des Pevensie, part à sa recherche avec une camarade de classe, Jill Pole, elle aussi arrivée à Narnia.
- La fin du monde de Narnia : toutes les personnes qui ont connu et aimé Narnia s'y retrouvent, à la suite d'un accident de train, à l'exception de Susan Pevensie. Des mensonges y règnent, avec une confusion entre Tash, dieu adoré par les Calormènes, peuple vivant au sud de Narnia, et Aslan. Aslan revient à Narnia après une longue absence. C'est la fin de ce monde, mais toutes les bonnes créatures sont emmenées par Aslan dans son propre pays, le vrai Narnia.

## Personnages principaux
- Aslan : lion géant, créateur de Narnia. Se sacrifie pour Edmund puis est ressuscité, car il est innocent. Par ce sacrifice, et étant le fils de l'Empereur d'au-delà de la mer, Aslan est l'image de Jésus-Christ.
- La Sorcière Blanche : créature non humaine qui a suivi Digory Kirke jusqu'à Narnia, qui était autrefois la reine d'un monde terminé. Elle a un air glacial, méchant.
- Digory Kirke : premier enfant, avec Polly, son amie, à entrer dans les mondes parallèles. Il découvre Narnia au moment de sa création. Il est aussi le responsable de la venue de la sorcière Jadis dans ce monde.
- Polly Plummer : première enfant, avec Digory, son ami, à entrer dans les mondes parallèles. Elle découvre Narnia au moment de sa création.
- Peter Pevensie : aîné des quatre enfants Pevensie. Il est le roi parmi les rois de Narnia, le roi Peter le Magnifique ;
- Susan Pevensie : sœur aînée et réfléchie de la famille.  Elle sera la reine Susan la Douce ;
- Edmund Pevensie : cadet et traître repenti. Il a trahi son frère et ses sœurs pour des sucreries. Mais il se repent et devient le roi Edmund le Juste ; c'est pour lui qu'Aslan se sacrifie.
- Lucy Pevensie : petite dernière et enjouée de la troupe, elle deviendra la reine Lucy la Vaillante. La première des quatre à rentrer dans Narnia. Rencontre le faune Tumnus.
- Eustache Clarence Scrubb : cousin des Pevensie. Alors qu'il est d'une perpétuelle humeur négative, son premier voyage dans Narnia le changera profondément.
- Jill Pole : camarade de l'école expérimentale où étudie Eustache, elle est convoquée avec ce dernier par Aslan pour sauver le prince Rilian. Elle reçoit des signes qu'elle doit apprendre à ses compagnons.
- Shasta (en) : alors qu'il veut s'échapper de sa condition, il devient le messager d'une invasion imminente à Narnia, et, ce faisant, découvrira sa véritable identité. C'est le seul héros des Chroniques qui ne vienne pas de la Terre avec Aravis.
- Aravis : jeune fille calormène qui fuit son pays pour échapper à un mariage forcée, elle rencontre Shasta et fait route avec lui.
- Caspian X : prince de la dynastie telmarine régnant sur Narnia, son oncle Miraz qui a déjà assassiné son père et usurpé le trône cherche à le faire disparaître pour permettre à son fils de lui succéder, il s'échappe et rend la liberté au peuple narnien grâce aux enfants Pevensie.
- Puddlegumm : touille-marais de Narnia qui va aider Eustache et Jill pour sauver le prince Rilian.
- Ripitchip : souris parlante de Narnia, sévère et courageuse, l'une des créatures les plus loyales à Aslan, et un fidèle soutien de Caspian X, son roi.

### Bestiaire[9]

#### Créatures bénéfiques
Dans l'armée d'Aslan, on trouve des créatures mythologiques :
- Arbres : la plupart sont bénéfiques mais il y en a aussi de maléfiques, ils peuvent communiquer et s'animer s'ils sont menacés.
- Bucentaures : centaures au corps de taureau
- Capricornes : mi-bouc, mi-poisson.
- Centaures : mi-homme, mi-cheval.
- Dieux gréco-romains : ils sont présents à Narnia et certains apparaissent dans les aventures.
- Dryades : nymphes des bois.
- Faunes : semblables au satyres, mais avec de grandes oreilles et de petites cornes, et dont la partie inférieure est celle d'une chèvre, ils ont le visage humain ; l'un d'eux, Tumnus, rencontre la petite Lucy en premier.
- Géants : ressemblant à un homme mais de taille démesurée, la plupart sont malfaisants et vivent dans le nord mais il y en a aussi de bienfaisants.
- Griffons : mi-aigle, mi-lion, voire avec une partie de serpent.
- Hippogriffes : mi-cheval, mi-aigle.
- Hommes de la terre : humanoïdes vivant dans un pays situé dans les entrailles de la terre.
- Licornes : magnifiques chevaux de robe blanche, possédant une corne magique unique sur le front.
- Magiciens : la plupart sont des étoiles qui en fin de vie se sont établis sur des îles pour y mener une vie plus paisible.
- Naïades : nymphes des eaux.
- Nains : hommes de petite taille.
- Nullipotes (livre) ou Monopodes (film) : semblables aux nains mais unijambistes, ils ont un sens de l'humour prononcé. Ou plus exactement, ce sont des personnages comiques, qui ne cessent d'énoncer des évidences et de se féliciter quand ils disent vrai.
- Pégases : chevaux blancs ailés.
- Péryton : mi-oiseau, mi-cerf.
- Phénix (dans le film seulement) : oiseaux fabuleux d'une grande longévité et capables de ressusciter après s'être consumés.
- Satyres : mi-homme, mi-bouc ; contrairement aux faunes, ils ont une tête de bouc avec de grandes cornes.
- Sirènes  (dans le film seulement) : mi-femme, mi-poisson.
- Touille-marais : mi-homme, mi-grenouille
- Minotaure : mi-homme, mi-taureau

Mais aussi des animaux parlants :
- Ânes
- Blaireaux
- Castors
- Cerfs
- Chevaux
- Chiens
- Écureuils
- Hiboux
- Léopards et panthères
- Lions
- Ours bruns
- Renards
- Rhinocéros
- Sangliers
- Souris

#### Créatures maléfiques
- Cyclopes : géants à un seul œil.
- Coupes-jarrets (dans le film seulement) : petits reptiles armés de lames qui attaquent furtivement leurs ennemis en leur tranchant les jarrets.
- Dragons : reptiles fabuleux possédant une paire d'ailes de chauve-souris (ils sont parfois malfaisants, parfois bienfaisants).
- Esprits
- Gobelins : apparentés aux nains, mais d'apparence abominable.
- Goules : humanoïdes glabres et belliqueux.
- Harpies : mi-femme, mi-oiseau de proie.
- Hydres : ressemblant à un dragon à plusieurs têtes crachant de l’acide.
- Incubes/Succubes : démons mâles et femelles.
- Loup-garous : personnages légendaires capables de se transformer en loup.
- Minoporcs (ou Minoboars) : monstres mi-sanglier, mi-homme.
- Minotaures : monstres mi-taureau, mi-homme (ils ne sont mauvais que dans le chapitre II, Le Lion, la Sorcière et l'Armoire magique mais ils sont bons dans les autres œuvres).
- Nains noirs : ressemblant à un homme mais de taille inférieure et de forme démoniaque.
- Ogres : hommes monstrueux dévorant les enfants.
- Serpent de mer : monstre marin terrifiant ayant l'aspect d'un immense serpent.
- Sorcières : femmes chamanes.

Et des animaux parlants :
- Chats ;
- Loups ;
- Ours blancs ;
- Singes ;
- Tigre blancs.

## Géographie

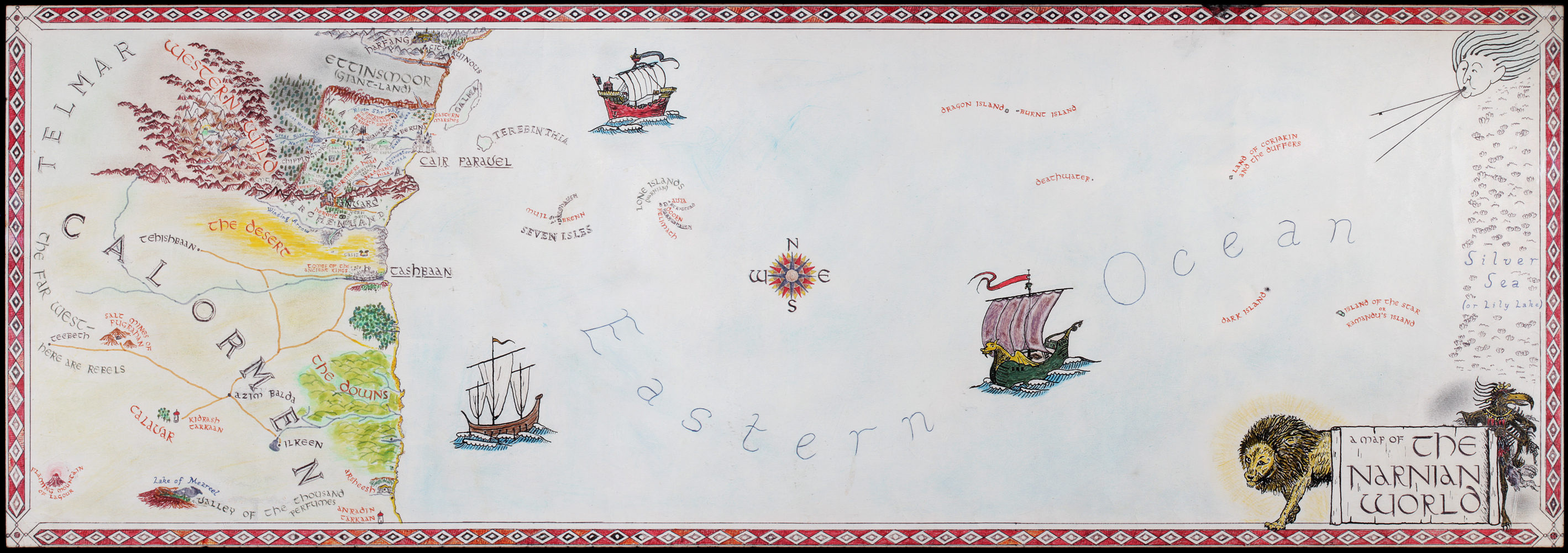
Carte où se déroule l'action du Monde de Narnia

Narnia est centré sur trois lieux principaux :
- la lande du Réverbère (aux environs duquel débouche l'Armoire). Ce réverbère est ici à cause d'une sorcière, qui, ayant arraché une barre de lampadaire sur Terre, la lança sur la tête d'Aslan lors de la naissance du monde de Narnia. Grâce au chant du lion, un réverbère poussa à l'endroit où tomba la barre. Ce réverbère éclaire les bois de Narnia depuis le commencement des temps de ce monde.
- la Table de Pierre (sur laquelle Aslan est sacrifié par la Sorcière Blanche) ;
- Cair Paravel, le château où règnent les rois et reines officiels de Narnia.

Le royaume de Calormen est le pays où vit le peuple du même nom. Il a pour capitale Tashbaan, où réside le Tisroc (équivalent du roi). Il y a beaucoup de Tarkhaan et de Tarkheena qui y résident. Les Tarkan sont des nobles, la cour du Tisroc est composée en partie par eux.
Cependant, Narnia n'est qu'un pays parmi tant d'autres. En effet, Archenland et Calormen sont situés au sud de Narnia et Ettinsmoor, pays des géants, se situe au nord de Narnia. Il faut noter aussi que trois îles, Doorn, Avra et Felimath, dites les Îles Solitaires, sont rattachées à la couronne de Narnia depuis que le roi Tempête, neuvième descendant de Franck, premier de tous les rois de Narnia, est parti délivrer leurs habitants d'un dragon. En retour, ils offrent les Îles Solitaires au domaine royal de Narnia.
Un peuple, celui des Telmarins, vivait dans notre monde et est passé sans le vouloir dans le monde de Narnia par une porte magique comme il en existe - disait Aslan - un peu partout dans les divers mondes. Leur pays, Telmar, est situé à côté de Narnia.
La terre d'Aslan se trouve à l'extrémité est, au-delà du grand océan.

## Autour de l'œuvre
- Aslan signifie « lion » en turc.
- L'origine du nom de Narnia découle d'une ville en Italie, appelée aujourd'hui Narni, et en latin Narnia[10].
- Les livres ont été illustrés par Pauline Baynes, présentée à C. S. Lewis par J. R. R. Tolkien
- Les souris, qui à l'origine n'étaient pas des animaux doués de parole, reçoivent cet attribut après une démonstration de leur amour à Aslan, mort sur la Table de Pierre, en rongeant les cordes qui le retenaient.
- Une des souris mémorables est Ripitchip (Reepicheep en anglais), qui tient à aller en Terre d'Aslan au bout du monde, dans L'Odyssée du Passeur d'Aurore.
- Kris Berg[11] a composé un morceau intitule Gates of Tashbaan[12].
- Même si cela n'a jamais été confirmé par son auteur, Narnia est considérée par plusieurs comme une métaphore chrétienne : Aslan représentant Dieu et le pays d'Aslan, le paradis[13].

## Influence
On peut constater que C. S. Lewis s'est beaucoup inspiré du passé de la Turquie, on voit beaucoup de choses qui rappellent le monde ottoman :
- Tarkaan est un prénom turc ;
- La friandise dont Edmund raffole est un loukoum, une spécialité de la Turquie (Turkish Delights en version originale) ;
- Aslan veut dire lion en turc, on prononce toutes les lettres [aslane] ;
- Les Calormènes, peuple du désert armé de cimeterre et portant des turbans, semblent directement inspirés des Ottomans ;
- Tash veut dire pierre en turc ;
- Jadis, en turc Cadı (prononcé Djadeu) signifie sorcière.

### Etudes
Philippe Maxence, Le Monde de Narnia décrypté, Presses de la Renaissance, 2005, 281 p. (ISBN 2-7509-0172-3)